# Wreckers
Les Wreckers sont une faction de l'univers de fiction des Transformers. À l'origine neutres, ils finissent par se rallier et fusionner avec les Autobots.

## Séries

### Transformers: Génération 1
Durant la période de guerre l'âge sombre, les Autobots et les Decepticons subissent de grandes défaites. Croyant que la guerre ne se finirait jamais, Springer décide de quitter les Autobots pour créer une nouvelle faction, les Wreckers, une faction destinée à créer la paix.
Les Wreckers sont composés d'Autobots (comme Kup et Ultra Magnus) et de Decepticons (comme Skywarp) dirigés par Springer. Le but des Wreckers était d'arrêter la guerre en attaquant les deux camps. Les Wreckers étaient très puissants, ce qui leur permis de mener à bien toutes leurs missions. Mégatron, ne voulant pas entendre la défaite sonner décida de réactiver le Decepticon Thunderwing (le plus puissant Decepticon de l'époque). Thunderwing attaqua et infligea une lourde défaite aux Wreckers. Springer décida de signer une alliance avec Optimus Prime pour le vaincre. Mais cette alliance entraîna le départ de la majorité des ex-Decepticons qui retournèrent dans le camp de Megatron. L'Alliance Wreckers-Autobots fonctionna et Thunderwing fut vaincu, mais Springer blessé.
Ultra Magnus (le frère d'Optimus) devint le nouveau chef des Wreckers en remplacement de Springer. Voyant que les Wreckers et les Autobots avaient beaucoup de points en commun, il décida de fusionner les deux factions. Les Wreckers devinrent alors une sous-faction des Autobots. Les Wreckers étaient alors considérés comme étant  l'équipe de choc  des Autobots, mais ils furent de plus en plus concurrencés par d'autres sous-factions, comme les Protectobots ou la coalition Lightning Strike d'Ironhide. Celle-ci vola rapidement la vedette aux Wreckers car la coalition Lightning Strike infligeait de gros dégâts aux Decepticons sans causer trop de dégâts collatéraux, alors que les Wreckers étaient réputés pour tout détruire sur leur passage.
Voyant qu'ils ne servaient plus à rien, Ultra Magnus annonça la dissolution des Wreckers. Mais avant, il recruta certains d'entre eux (Kup, Perceptor, Blurr et Springer) pour fonder sa nouvelle section.

### Transformers: Prime
Dans Transformers: Prime, les Wreckers sont un groupe d'Autobots connu pour leurs méthodes peu conventionnelles, leurs principaux membres furent Bulkhead, Wheeljack et Ultra Magnus, qui a été nommé chef des Wreckers par Optimus Prime pour les discipliner. Le caractère rigide d'Ultra Magnus déplut à Wheeljack qui décide de quitter le groupe. Bulkhead quitta lui aussi les Wreckers pour rejoindre l'équipe d'Optimus.
Après la destruction de Cybertron par la guerre civile, le groupe est dispersé et erre à travers l'univers. Une bonne majorité d'entre eux sera tuée par le Decepticon Dreadwing.

## Films

### Transformers 3: La Face cachée de la Lune
Un groupe de trois Autobots appelé Wreckers apparaît dans le film Transformers 3. Il est composé de Topspin, Roadbuster et leur chef Leadfoot. Ils se transforment tous les trois en véhicules de NASCAR et se distinguent des autres Autobots grâce à leur armement très sophistiqué (lance-roquettes, mitrailleuses,...). Dans le film, ils s'occupent de la maintenance du Xantium (vaisseau Autobot) avec d'autres soldats. Ils sont mis à l'écart par les autres Autobots à cause de leur manque de discipline et à leur mauvaise attitude (ils ont tendance à se disputer entre eux).  

- Leadfoot : Chef des Wreckers. Il possède des mitrailleuses sur les avants bras ainsi que sur l'épaule, et se transforme en véhicule de NASCAR rouge. Dans sa version jouet, il possède un chien de garde robotisé qui se transforme en canon pour se fixer sur son bras.
- Topspin : Le seul Wrecker ne prononçant aucune réplique de tout le film. Possède des canons sur les épaules, des mitrailleuses ainsi que d'énormes pinces électriques sur les poignets, et se transforme en véhicule de NASCAR bleu.
- Roadbuster : Le plus indiscipliné des Wreckers. Possède plusieurs mitrailleuses sur le corps (hanches, avants bras et sur l'épaule), une tronçonneuse ainsi que des lance-roquettes sur les épaules, et se transforme en véhicule de NASCAR vert.

Dans Transformers 4, Leadfoot a été traqué et tué par Lockdown et l'unité Cemetery Wind (Vent de Cimetière).
Dans Transformers: The Last Knight, Topspin et Roadbuster sont révélés avoir survécu à cette traque et vivent à présent cachés à Cuba avec un nouveau Wrecker : Rotostorm. Ils sont sous la protection de Seymour Simmons. Il est à noter que la tête de Topspin a été remplacée par celle de Leadfoot (probablement parce qu'il a été blessé) et qu'il est dépourvu de ces pinces électriques sur ses avants bras.